# NGC 7153
NGC 7153 est une vaste galaxie spirale vue par la tranche et située dans la constellation du Poisson austral. Sa vitesse par rapport au fond diffus cosmologique est de 6 721 ± 29 km/s, ce qui correspond à une distance de Hubble de 99,1 ± 7,0 Mpc (∼323 millions d'al). NGC 7153 a été découverte par l'astronome britannique John Herschel en 1834.
La classe de luminosité de NGC 7153 est II.
Note : l'indice « x » de la classification du professeur Seligman signifie qu'il y a une formation en forme de X au centre de la galaxie, une formation d'ailleurs mal comprise. L'ajout des lettres sp par certaines sources (spindle) signifie qu'on voit la galaxie par la tranche.